# Distichocera thomsonella
Distichocera thomsonella är en skalbaggsart som beskrevs av White 1859. Distichocera thomsonella ingår i släktet Distichocera och familjen långhorningar. Inga underarter finns listade i Catalogue of Life.